# Кот-казанова
«Кот-казанова» (англ. Casanova Cat) — короткометражный мультфильм 1951 года из легендарной серии «Том и Джерри». Режиссёры — Уильям Ханна и Джозеф Барбера, продюсер — Фред Куимби, аниматоры — Эд Бардж, Кеннет Мьюс, Рэй Паттерсон, Ирвин Спенс, композитор — Скотт Брэдли. Продолжительность — 7:04. Является 55-м в серии.

## Сюжет
Том, надевший шляпу, весело шагает по улице с цветами, завернутой газетой и Джерри, привязанному к бантику. Джерри, естественно, не нравится его положение. Том подходит к нужному ему дому и развертывает газету на первой странице. Отсюда мы узнаем причину его радости: кошка по имени Тудлз унаследовала большое наследство (собственно которое Том и желает заполучить). Все вышеперечисленное для ублажения Тудлз готово, и Том заходит в её апартаменты.
Служанка-негр кошки (сильно похожая на хозяйку Тома, Мамочку-Два-Тапочка) открывает ему дверь и вешает его шляпу. Том млеет, увидев Тудлз, и, чтобы начать знакомство, преподносит ей Джерри в качестве подарка. Затем Том, пытаясь произвести ещё большее впечатление на довольную подарком Тудлз, проводит с ним серию издевательских трюков, включая превращение Джерри в негра и заставляя его танцевать на раскалённой тарелке. В перерыве между представлениями Джерри при помощи пепельницы отрубает Тому, пытающемуся поцеловать Тудлз, хвост. Том, не в силах сдержать боль, на полную мощность кричит на Тудлз и пытается найти Джерри, виновника случившегося. Тем временем мышонок повторяет ход из мультфильма «Springtime for Thomas» и посылает близлежащему помойному коту Бутчу отрывок от газеты Тома, где написано про Тудлз.
Возбужденный и прочитавший заметку Бутч в буквальном смысле влетает в апартаменты Тудлз и сразу же принимается её целовать. Недовольный таким ходом дел Том привлекает к себе внимание Бутча и дает ему легкую пощёчину. Бутч же в ответ дает Тому такую затрещину, что тот пролетает через пол-комнаты и врезается в аквариум. Рассерженный Том при помощи веревки оттягивает близлежащий флагшток у окна и привязывает конец веревки к хвосту Бутча. Бутч быстро вылетает из окна на флагшток. После этого мы видим, как Тудлз угощала Тома конфетами, а впоследствии Бутч заставил его «проглотить» шар для боулинга, а затем шея Тома попала в пружину. При попытке Бутча поцеловать Тудлз правую руку Том подставляет ему мышеловку, которая защемила Бутчу рот. Между котами начинается борьба за сердце Тудлз, в ходе которой в дело идут самые подлые ходы. Незаметно, во время их борьбы интерес Тудлз к Джерри возрастает, так как он её поцеловал. Разъярённые коты пытаются загнать их нового соперника в угол, но терпят неудачу. После этого Том и Бутч внезапно видят из окна уезжающую машину Тудлз, в которой она целуется с новоиспеченным любовником — Джерри.

## Факты
- Мультфильм неоднократно подвергался строгой цензуре из-за сцены, где Джерри из-за дыма сигары Тома становится похожим на негра. Также, вышеупомянутый момент с курением был вырезан на дочернем канале сети Cartoon Network Boomerang UK[1].
- Версия без цензуры может быть найдена на VHS-коллекции Tom and Jerry’s Cartoon Cavalcade и DVD Tom and Jerry — The Complete Classic Collection.

## Ресурсы
1. ↑  Онлайн Новости BBC: курение — не шутка для Тома и Джерри Архивная копия от 25 января 2009 на Wayback Machine (англ.)